# Ози
Ози́ (фр. Auzits, окс. Ausits) — коммуна во Франции, находится в регионе Окситания. Департамент — Аверон. Входит в состав кантона Риньяк. Округ коммуны — Родез.
Код INSEE коммуны — 12016.
Коммуна расположена приблизительно в 490 км к югу от Парижа, в 125 км северо-восточнее Тулузы, в 27 км к северо-западу от Родеза.

## Население
Население коммуны на 2008 год составляло 878 человек.
| 1962 | 1968 | 1975 | 1982 | 1990 | 1999 | 2008 |
| ---- | ---- | ---- | ---- | ---- | ---- | ---- |
| 883  | 1128 | 1011 | 932  | 803  | 812  | 878  |

## Экономика
В 2007 году среди 518 человек в трудоспособном возрасте (15—64 лет) 315 были экономически активными, 203 — неактивными (показатель активности — 60,8 %, в 1999 году было 63,1 %). Из 315 активных работали 290 человек (144 мужчины и 146 женщин), безработных было 25 (10 мужчин и 15 женщин). Среди 203 неактивных 29 человек были учениками или студентами, 69 — пенсионерами, 105 были неактивными по другим причинам.

## Достопримечательности
- Церковь Сен-Морис (XII век). Памятник истории с 1943 года[3]